# Antena 3 Radio
Antena 3 Radio Sociedad Anónima, conocida comercialmente como Antena 3 de Radio o Antena 3, fue una cadena privada de radio española activa entre 1982 y 1994. Sirvió de base para la creación del canal de televisión Antena 3 Televisión (1989) y su posterior conglomerado Atresmedia Corporación. 
Entre su nómina de comunicadores figuraron importantes personalidades como José María García, Antonio Herrero, Mayra Gómez Kemp, Jesús Hermida, Miguel Ángel Nieto,Carlos Pumares, Gomaespuma o Miguel Ángel García-Juez. Configurada con un modelo de programación generalista, basada en un ideario de independencia y autonomía respecto a otros grupos de comunicación, competía tanto con Radio Nacional de España como con la Cadena SER con la particularidad de realizar sus emisiones en Frecuencia modulada algo inédito en la radio comercial de su época. En 1992 logró ser la cadena de emisoras más escuchada de España si bien en 1994 cesó sus emisiones.

## Fundación
Antena 3 de Radio se creó el 1 de febrero de 1982 por las sociedades editoras de La Vanguardia (51%) y ABC-Prensa Española (13%), Manuel Martín Ferrand (5%), la agencia Europa Press y el Grupo Zeta. El consejero delegado era Manuel Martín Ferrand. Su presidente era Rafael Jiménez de Parga, cargo que más tarde desempeñó Javier Godó (de La Vanguardia). Inicialmente el director general era Javier Jimeno, el Jefe de Programas José Luis Orosa y José Cavero ejercía como director de informativos.

"Antena 3 era una empresa heterogénea —de propiedad atomizada, con dos almas (el mundo de Barcelona y el mundo de Madrid) y con fuerte poder interno de comunicadores como José María García— que se gestionó con éxito… hasta cierto punto del trayecto"
José Ignacio Wert (elconfidencial.com, 25 de junio de 2023) 

La primera emisión se realizó el 4 de mayo de 1982 si bien en Sevilla arrancó días antes coincidiendo con la celebración de su Feria de Abril.

"Arrancábamos con lo que teníamos y luego no te imaginas cómo trabajó el equipo técnico para montar las emisoras. Garci decía que éramos la radio de las ojeras".
Miguel Ángel Nieto (elmundo.es, 20 de junio de 2022) 

## Objetivos
El objetivo inicial de Antena 3 era la creación de una cadena privada de televisión solicitud que se denegó en 1982. Tras este revés judicial el consejo de dirección decidió fundar una cadena de emisoras de radio, dado que era más fácil crear una cadena de radio que de televisión, a la espera que legalmente se produjeran los cambios que permitieron la puesta en marcha de la televisión privada en España. 
En 1989, con la publicación de la Ley de Televisión Privada de España y la concesión por parte del estado de una licencia para televisión, fue la primera compañía de medios de comunicación en España en cotizar en bolsa. Posteriormente fue accionista fundadora de Antena 3 de Televisión S.A., una de las tres empresas junto con Tele 5 y Canal + España, que recibieron concesión estatal para la puesta en marcha de un canal de televisión privado merced a la Ley de Televisión Privada de España. De este modo Antena 3 de Radio se incorporó a una nueva corporación y su presidente pasó a ser también el presidente de la nueva empresa denominada Antena 3 de Televisión S.A.

"(Manuel Martín Ferrand) Me dice que quiere tener una entrevista conmigo. Yo voy y me explica que se va a crear una cadena en FM y que es un compás de espera ante la llegada de la televisión"
Miguel Ángel Nieto (elmundo.es, 20 de junio de 2022) 

## Historia

### Comienzos
Antena 3 Radio empezó a emitir a nivel nacional el 4 de mayo de 1982. Siete meses después de su inicio, y contando entonces con una red de 28 emisoras, comenzaron las emisiones en Barcelona oficialmente el 10 de diciembre.

"Fue un momento muy emocionante. Yo ni sabía que lo iba a hacer (la inauguración en las ondas). Porque en aquella época yo todavía estaba en la agencia EFE, iba a la emisora temprano a hacer El Primero de la Mañana y después volvía a la agencia. (…) Cuando me iba a ir, me llama Manolo (Martín Ferrand) y me dice: Oye hay un guion en el despacho y quiero que hagas tú esto"
Miguel Ángel Nieto (elblogdeluisfraga.com, 24 de mayo de 2022) 

Rafael Jiménez de Parga, a la sazón presidente del consejo de administración de la cadena, manifestó públicamente los principios rectores que incluyeron el respecto a la Constitución Española de 1978, la defensa de la soberanía del pueblo y el desarrollo de los derechos humanos; la defensa de la unidad política de España y sus diversidades lingüísticas y culturales dentro de un sistema de comunidades autónomas; la defensa de la monarquía parlamentaria; la defensa de la economía de mercado, la libre iniciativa económica y de la competitividad; el progreso social, la reforma de las estructuras sociales y la obtención de unas condiciones básicas de igualdad de oportunidades y el derecho a una información veraz, libre y plural.

"Antena 3 se constituye sobre un pluralismo interno que no le resta coherencia, sino que potencia su quehacer. Aparece como el punto convergente de un conjunto de medios de comunicación aglutinados por el denominador común del respeto del orden constitucional, por el ejercicio diario de la tolerancia y el respecto a las libertades públicas, y por la firme creencia y práctica de la libertad de pensamiento que, traducida al campo de la empresa, es libertad de concurrencia como fundamento de una sociedad libre".
Rafael Jiménez de Parga (El País, 12 de diciembre de 1982) 

En 1984 la sociedad obtuvo el control de Promotora de Televisión y Radio S.A. renombrando su cadena de emisoras Radio 80, también dotada de una programación comercial, a Radio 80 Serie Oro (1982-1993) y transformándola en una cadena basada en la emisión de música oldies de las décadas de 1960, 1970 y 1980. Ello también permitió a Antena 3 alcanzar las 79 emisoras propias y asociadas ya que 11 frecuencias de Radio 80, con la desaparición de su programación, pasaron a formar parte de la nueva cadena.

"Antena 3 partía del principio empresarial de especialización del capital; y Radio 80 -que era un proyecto profesional magnífico, yo diría que excelente, debido al diseño creador de su director, entonces Luis Ángel de la Viuda(…)- tenía una servidumbre muy grande y es que sus cinco propietarios eran [bancos] y esto es demasiado para cualquier empresa informativa.(…) Lo que podría haber sido una triunfante operación de radio fue un rotundo fracaso en audiencia y en explotación económica.(…) Eso nos permitió cerrar más rápido de lo previsto el ciclo de Antena 3.(…) se cerró nuestra cobertura nacional alcanzando así las 79 emisoras"
Manuel Martín Ferrand (indexcomunicacion.es, 2021) 

La parrilla de programación destacó por suponer una profunda modificación en cuanto a horarios y respecto a lo habitual en las emisoras de la época destacando programas como Supergarcía en la hora cero dirigido por José María García, El primero de la mañana con Antonio Herrero, Polvo de Estrellas con Carlos Pumares, Viva la gente con Miguel Ángel Nieto u Hora Cero con Jesús Hermida y José Luis Balbín.
No sería la única radiofórmula integrada en Antena 3 Radio ya que en 1991, a través de la empresa Onda Musical S.A., comenzó sus emisiones la cadena Radiolé basada en la emisión de música española.

### Consolidación
En 1992 logró liderar las encuestas del EGM (3.139.000 oyentes de Antena 3 Radio frente a los 3.007.000 oyentes de la Cadena SER en la segunda ola de 1992). En julio del mismo año y tras la operación de Prisa para desmantelar al rival que había superado a la Cadena SER se produjo el desembarco de Prisa en Antena 3 Radio. Paralelamente, Antonio Asensio (presidente del Grupo Zeta) logró hacerse con el control de Antena 3 de Televisión S.A. con el apoyo de Banesto.
El 14 de julio del mismo año, Javier Godó fue destituido de su cargo como presidente de Antena 3 Radio. Tras el traspaso por Javier Godó de sus acciones a la sociedad Inversiones Godó S.A., los principales accionistas pasaron a ser Inversiones Godó S.A., y un 25% en manos de la bolsa.

### Entrada de Prisa
El 22 de julio de 1992 el Grupo Prisa (propietario del casi 100% de la Cadena SER) compró el 49% de Inversiones Godó y el 51% del capital de Paltrieva y pasó a controlar el 25% de Antena 3 Radio. Javier Godó volvió a presidir la cadena. Tras varios movimientos accionariales, se tomaron diversas decisiones que afectaron al equipo directivo y a los principales locutores de la cadena, que se fueron a otras cadenas, en especial a la COPE.
A finales de 1992, cumpliendo la Ley de Televisión, Antena 3 Radio S.A. vendió el paquete de acciones que poseía de Antena 3 de Televisión S.A. (12,49 %), con lo cual la cadena de radio se desvinculaba de la cadena de televisión.
En 1993 lanzó una OPA para adquirir las acciones que circulaban en bolsa. Tras la posterior reducción de capital, la composición del capital de Antena 3 Radio S.A. quedaba controlado prácticamente por Inversiones Godó S.A. (al 63 %) y por Paltrieva S.A. (al 33 %).
A su vez, la composición de Inversiones Godó estaba participada por Prisa y Javier Godó casi a partes iguales y la de Paltrieva por la editora de la Vanguardia, la empresa Prisa y Javier Godó.

### Unión Radio
La colaboración mutua de ambos grupos llevó en noviembre de 1993 a la creación de "Sociedad de Servicios Radiofónicos Unión Radio S.A.", participada a un 80 % por el Grupo Prisa, con el objetivo principal de hacerse cargo de toda la estrategia empresarial de las emisoras pertenecientes a la SER y a Antena 3 Radio. Oficialmente, su constitución se publicó el viernes 4 de febrero de 1994. Poco después de la creación de Unión Radio, ocho periodistas consagrados (Antonio Herrero, Manuel Martín Ferrand, Melchor Miralles, Pedro J. Ramírez, Luis Ángel de la Viuda, Federico Jiménez Losantos, José María García y Luis Herrero) demandaron al Grupo Prisa por abuso de posición de dominio. Dicha denuncia fue a su vez criticada por el diario El País en un editorial.
Paralelamente, en enero de 1993 se había producido la fusión entre las cadenas emisoras de Radio 80 (pertenecientes al Grupo Antena 3 Radio) y las emisoras de Radio Minuto (pertenecientes al Grupo Prisa).
En mayo de 1994, y con el dictamen desfavorable del Tribunal de Defensa de la Competencia, el Consejo de Ministros autorizó la operación de concentración y la creación de Unión Radio.

### Final de las emisiones
El 18 de junio de 1994 Antena 3 Radio dejó de existir como emisora de radio generalista y se convirtió en Sinfo Radio Antena 3, emisora dedicada a la música clásica. En 2000, el Tribunal Supremo declaró ilegal la operación de concentración llevada a cabo en 1994, sentencia que a día de hoy aún no se ha cumplido.
Finalmente, el 29 de marzo de 2002, Sinfo Radio Antena 3 dejó de emitir en FM y se sustituyó por diferentes emisoras del grupo Prisa Radio. Por ejemplo, la frecuencia que cubre casi toda la Comunidad de Madrid (104.3 FM) pasó a emitir Máxima FM. 
Antes de desaparecer, el capital de A3R continuaba participado por Inversiones Godó S.A. y Paltrieva S.A.
Posteriormente Prisa Radio adquirió la mayoría de las frecuencias en FM. Tiene un accionariado en el que PRISA es el accionista mayoritario con un 73,49 %, el Grupo Godó tiene un 18.37 % y el fondo de capital privado 3i, el 8,14 % restante.

## Antiguas emisoras y frecuencias
- Albacete: 98.3 FM (ahora Cadena Dial)
- Alcalá de Henares: 103.1 FM (ahora Cadena SER)
- Alicante: 91.6 FM (ahora 91.7 FM Cadena SER)
- Aspe: 103.4 FM (ahora Radio Aspe)
- Ávila: 94.2 FM (Ahora Cadena SER)
- Almería: 87.9 FM (Ahora Plus FM)
- Aranjuez: 89.3 (ahora Cadena SER)
- Arcos de la Frontera: 88.5 (ahora Cadena Dial)
- Ayamonte: 93.1 FM (ahora Cadena SER)
- Badajoz: 93.5 FM (ahora Cadena Dial)
- Barbastro: 91.2 FM (ahora Cadena SER)
- Barcelona: 104.2 FM (ahora Los 40 Urban)
- Baza: 89.2 FM (ahora Cadena SER)
- Béjar (Salamanca): 96.5 FM (ahora Los 40)
- Bilbao: 103.7 FM (ahora Cadena 100)
- Burgos: 94.3 FM (ahora Cadena Dial)
- Cádiz: 93.2 FM (ahora SER+ Cádiz)
- Caravaca de la Cruz: 97.2 FM (ahora Cadena SER)
- Cartagena ("Litoral"): 95.4 FM (ahora Cadena Dial)
- Castellón: 91.2 FM (ahora Cadena SER)
- Castro Urdiales: 90.3 FM (ahora Cadena SER)
- Cieza: 88.0 FM (ahora Cadena SER)
- Ciudad Real 96.2 FM (ahora Cadena Dial)
- Córdoba: 88.3 FM (ahora Cadena Dial)
- Costa del Sol (Estepona) 93.3 FM (ahora Los 40)
- Don Benito: 98.4 FM (ahora Los 40)
- Elche : 101.4 FM (ahora Radio Marca)
- Gandía: 104.3 FM (ahora Cadena SER)
- Granada: 89.3 FM (ahora Los 40 Classic)
- Haro: 100.7 FM (ahora Cadena SER)
- Huesca: 88.9 FM (ahora Los 40 Classic)
- Játiva: 94.6 FM (ahora Cadena SER)
- La Coruña: 92.6 FM (ahora Radio Voz)
- Langreo: 100.9 FM (ahora Cadena SER)
- Las Palmas: 103.0 FM (ahora Radio Canarias)
- León: 94.3 FM (ahora Cadena Dial)
- Madrid: 104.3 FM (ahora SER+ Madrid)
- Málaga: 100.4 FM (Ahora Ser Málaga)
- Mallorca: 103.2 FM (ahora Cadena SER)
- Medina del Campo: 89.2 FM (ahora Cadena SER)
- Menorca: 98.2 FM (ahora Cadena Dial)
- Mérida: 100.0 FM (ahora Cadena SER)
- Mojácar:91.8 FM (ahora Cadena Dial)
- Murcia: 100.3 FM (ahora Cadena SER)
- Oviedo: 91.1 FM (ahora Cadena Dial)
- Palencia: 94.7 FM (ahora Los 40)
- Parla ("Madrid Sur"): 94.4 FM (ahora Cadena SER)
- Pontevedra: 93.1 FM (ahora Radio Voz)
- Reus: 95.3 FM (ahora Onda Cero)
- Ronda: 88.9 FM (ahora Cadena Dial)
- San Sebastián: 106.2 (ahora Cadena 100)
- Santander: 101.1 FM (ahora Los 40 Classic)
- Segovia: 94.8 FM (ahora Cadena Dial)
- Sevilla: 101.5 FM (ahora Radiolé)
- Soria: 97.7 FM (ahora Los 40)
- Tarragona: 96.1 FM (ahora Los 40 Classic)
- Tenerife: 91.1 FM (ahora SER+ Radio Club Tenerife)
- Teruel: 97.4 FM (ahora Los 40)
- Toledo: 94.2 FM (ahora Los 40)
- Tortosa: 101.9 FM (ahora Radio Marca)
- Trujillo: 95.5 FM (ahora Cadena Dial)
- Tudela 90.4 FM (ahora Cadena SER)
- Valencia: 100.4 FM (ahora Cadena SER)
- Valladolid: 100.4 FM (ahora Cadena Dial)
- Vall de Uxó: 103.8 FM y después 93.6 FM (ahora Cadena SER)
- Villafranca del Panadés: 92.6 (ahora 92.7 Radio 5)
- Vitoria: 105.6 FM (ahora Cadena 100)
- Zamora: 103.1 FM (ahora Cadena SER)
- Zaragoza: 92.0 FM (ahora Los 40 Urban)

## Emisoras de radio que pertenecieron a su grupo
- Antena 3 Radio se reconvirtió en Sinfo Radio Antena 3 el 18 de junio de 1994.
- Sinfo Radio Antena 3 se reconvirtió en Máxima FM el 29 de marzo de 2002.
- La mayoría de las frecuencias de Máxima FM se reconvirtieron en SER+ el 1 de octubre de 2018.
- Radio 80 (Editorial Católica, EDICA) comenzó a emitir el 6 de julio de 1981, siendo adquirida por Antena 3 Radio y reconvertida en Radio 80 Serie Oro el 28 de enero de 1985.
- Radio 80 Serie Oro se reconvirtió en M80 Radio Serie Oro el 18 de enero de 1993, con la fusión de Radio 80 Serie Oro y Radio Minuto.
- Onda Musical S.A. comenzó a emitir Radiolé a través de sus frecuencias el 18 de febrero de 1991.

Todas las emisoras y frecuencias del Grupo Antena 3 Radio (no tiene nada que ver con Antena 3 Televisión, Atresmedia Corporación, Atresmedia Radio, Onda Cero...) se integraron en Prisa Radio (España).